# Liste der Monuments historiques in Maubeuge
Die Liste der Monuments historiques in Maubeuge führt die Monuments historiques in der französischen Gemeinde Maubeuge auf.

## Liste der Bauwerke
| Bezeichnung                  | Beschreibung                                                              | Standort                                                           | Kennzeichnung | Schutzstatus | Datum     | Bild |
| ---------------------------- | ------------------------------------------------------------------------- | ------------------------------------------------------------------ | ------------- | ------------ | --------- | ---- |
| Beginenhof der Cantuaines    |                                                                           | Rue Sculfort (Lage)                                                | PA00107745    | Inscrit      | 1988      |      |
| Kapelle des Jesuitenkollegs  |                                                                           | Rue Georges-Paillot (Lage)                                         | PA00107747    | Inscrit      | 1958 1997 |      |
| Chapitre des Chanoinesses    |                                                                           | 2, 4, 6, 8, 10, 12, 14 rue du Chapitre (Lage)                      | PA00107746    | Inscrit      | 1941      |      |
| Kirche Notre-Dame-du-Tilleul |                                                                           | Quartier Sous le Bois Rue René-Flamoir 3 rue de l’Industrie (Lage) | PA59000094    | Inscrit      | 2003      |      |
| Kirche St-Pierre-St-Paul     |                                                                           | 13, avenue Franklin-Roosevelt (Lage)                               | PA59000089    | Inscrit      | 2002      |      |
| Befestigungsanlagen          |                                                                           | (Lage)                                                             | PA00107748    | Classé       | 1924 1947 |      |
| Militärkrankenhaus           |                                                                           | Rue du commerce, rue du Jourdan (Lage)                             | PA00107749    | Inscrit      | 1949      |      |
| Pilori de Maubeuge           | Obelisk, 17. Jahrhundert; zerbrochen und im Musée de Maubeuge eingelagert | Rue de la Croix (Lage)                                             | PA00107750    | Classé       | 1922      |      |